# Campionato italiano di pugilato Elite maschile
Il Campionato italiano di pugilato Elite è la massima competizione pugilistica dilettantistica Italiana, organizzata dalla FPI e riservata ai pugili dilettanti. Gli atleti vincitori si fregiano del titolo di campione d'Italia dilettanti.

## Albo d'oro

### Primi campioni per categoria
I primi campioni d'Italia per categoria sono stati i seguenti:
| Categoria         | Luogo      | Data | Campione d'Italia   |
| ----------------- | ---------- | ---- | ------------------- |
| Pesi minimosca    | Cecina     | 1968 | Gaetano Curcetti    |
| Pesi mosca        | Milano     | 1920 | Pietro Dall'Oro     |
| Pesi gallo        | Milano     | 1920 | Giuseppe Zanati     |
| Pesi piuma        | Milano     | 1920 | Piero Labbri        |
| Pesi leggeri      | Milano     | 1920 | Leone Giunchi       |
| Pesi superleggeri | Bologna    | 1951 | Marcello Padovani   |
| Pesi welter       | Milano     | 1920 | Dario Della Valle   |
| Pesi superwelter  | Bologna    | 1951 | Bruno Bernardinello |
| Pesi medi         | Milano     | 1920 | Rino Contro         |
| Pesi mediomassimi | Milano     | 1920 | Alessandro Valli    |
| Pesi massimi      | Valenza Po | 1920 | Mariano Barbaresi   |
| Pesi supermassimi | Milano     | 1982 | Biagio Chianese     |

### Albo d'oro completo
| Anno | Luogo                     | Minimosca         | Mosca               | Gallo                     | Piuma               | Leggeri             | Superleggeri          | Welter               | Superwelter         | Medi                | Mediomassimi          | Massimi              | Supermassimi       |
| ---- | ------------------------- | ----------------- | ------------------- | ------------------------- | ------------------- | ------------------- | --------------------- | -------------------- | ------------------- | ------------------- | --------------------- | -------------------- | ------------------ |
| 1920 | Milano                    |                   | Dall'Oro P.         | Zanati G.                 | Labbri P.           | Leone Giunchi       |                       | Della Valle D.       |                     | Contro R.           | Cerini M.             | Barbaresi M.         |                    |
| 1921 | Roma                      |                   | Alessandri T.       | Rusconi E.                | Labbri P.           | Leone Giunchi       |                       | Pedini M.            |                     | Giurumello L.       | Camusaro G.           | Barbaresi M.         |                    |
| 1922 | Genova                    |                   | Farabullini M.      | Resini B.                 | Gualberto M.        | Profumo G.          |                       | Michele Candelari    |                     | Cugnini R.          | Barletta M.           | Dalla Lunga V.       |                    |
| 1923 | Firenze                   |                   | Gaetano Lanzi       | Chiari R.                 | Franceschini U.     | De Petrillo F.      |                       | Michele Candelari    |                     | Bonfigli E.         | Carlo Saraudi         | Terreni G.           |                    |
| 1924 | Firenze                   |                   | Gaetano Lanzi       | Castellenghi R.           | Domenico Bernasconi | Vaccari O.          |                       | Romano Caneva        |                     | Orlando Leopardi    | Carlo Saraudi         | Scotti C.            |                    |
| 1925 | Firenze                   |                   | Gaetano Lanzi       | Arceri M.                 | Galeazzi M.         | Redaelli A.         |                       | Michele Candelari    |                     | Orlando Leopardi    | Michele Bonaglia      | Scotti C.            |                    |
| 1926 | Roma                      |                   | Rocchi V.           | Saverio Turiello          | Zannoni L.          | Garbelli C.         |                       | Oddone Piazza        |                     | Meroni C.           | Ceccarelli D.         | Sannella M.          |                    |
| 1927 | Como                      |                   | Corti R.            | Rocchi V.                 | Saverio Turiello    | Arcelli W.          |                       | Romano Caneva        |                     | Berardi E.          | Ceccarelli D.         | Sannella M.          |                    |
| 1928 | Milano                    |                   | Carlo Cavagnoli     | Vittorio Tamagnini        | Montefiore F.       | Carlo Orlandi       |                       | Romano Caneva        |                     | Piero Toscani       | Meroni C.             | Baiguera J.          |                    |
| 1929 | Roma                      |                   | Saracini A.         | Rodriguez E.              | Portaleone A.       | De Horatis A.       |                       | Foglia G.            |                     | Oddone Piazza       | Meroni C.             | Malatesta W.         |                    |
| 1930 | Roma                      |                   | Trombetta M.        | Rodriguez E.              | Saracini A.         | Mario Bianchini     |                       | Desio C.             |                     | Neri A.             | Medici L.             | Siciliano R.         |                    |
| 1931 | Ferrara                   |                   | Ignazio Stella      | Melis V.                  | Marfut F.           | Roma R.             |                       | Casadei M.           |                     | Liani M.            | Centobelli E.         | Vecchio G.           |                    |
| 1932 | Roma                      |                   | Urbinati E.         | Di Paolo A.               | Marino Facchin      | Zanati A.           |                       | Benito Totti         |                     | Strozzi F.          | Palmonella G.         | Laris G.             |                    |
| 1933 | Ferrara                   |                   | Urbinati E.         | Ulderico Sergo            | Bosoni P.           | Marino Facchin      |                       | Benito Totti         |                     | Strozzi F.          | Sarruggia A.          | Caponi P.            |                    |
| 1934 | Napoli                    |                   | Gavino Matta        | Cortonesi F.              | Ulderico Sergo      | Ferrari A.          |                       | Celegato D.          |                     | Gilberti G.         | Centobelli E.         | Sarruggia A.         |                    |
| 1935 | Milano                    |                   | Gavino Matta        | Baroni S.                 | Giuseppe Farfanelli | Montanari A.        |                       | Pittori U.           |                     | Bonadio A.          | Luigi Musina          | Sarruggia A.         |                    |
| 1936 | Roma                      |                   | Gavino Matta        | Belmonte E.               | Fabriani A.         | Natale Rea          |                       | Pittori U.           |                     | Gilberti G.         | Luigi Musina          | Paoletti N.          |                    |
| 1937 | Ferrara                   |                   | Morabito A.         | Paoletti A.               | Montanari A.        | Natale Rea          |                       | Garbarino G.         |                     | Bonadio A.          | Faraone A.            | Lazzari N.           |                    |
| 1938 | Parma                     |                   | Paesani C.          | Ulderico Sergo            | Bonetti E.          | Peyre E.            |                       | Pittori U.           |                     | Zorzenone B.        | Ferrario G.           | Lazzari N.           |                    |
| 1939 | Ferrara                   |                   | Nardecchia G.       | Poggi A.                  | Cortonesi F.        | Peyre E.            |                       | Garbarino G.         |                     | Bonadio A.          | Pancani G.            | Lazzari N.           |                    |
| 1940 | Novara                    |                   | Paesani C.          | Zucca E.                  | Cortonesi F.        | Peyre E.            |                       | Di Stefano D.        |                     | Bonadio A.          | Cornago C.            | Lazzari N.           |                    |
| 1941 | Terni                     |                   | Paesani C.          | Paoletti A.               | Bonetti E.          | Roberto Proietti    |                       | Borraccia R.         |                     | Battaglia R.        | Barca V.              | Latini G.            |                    |
| 1942 | Viareggio (LU)            |                   | Paesani C.          | Paoletti A.               | Bonetti E.          | Costa V.            |                       | Poli W.              |                     | Battaglia R.        | Bertola E.            | Chiesa A.            |                    |
| 1945 | Novara                    |                   | Cerutti G.          | Mariani F.                | Enzo Correggioli    | Cavaleri F.         |                       | Luberti E.           |                     | Giuliardi G.        | Persaglia M.          | Sansone M.           |                    |
| 1946 | Lucca                     |                   | Barattini E.        | Mariani F.                | Del Carlo U.        | Coletti D.          |                       | Facchi G.            |                     | Ivano Fontana       | Giacomo Di Segni      | Bastiani G.          |                    |
| 1947 | Vigevano (PV)             |                   | Piero Rollo         | Mariani F.                | Ladisi A.           | Gianluppi V.        |                       | Facchi G.            |                     | Ivano Fontana       | Giacomo Di Segni      | Bastiani G.          |                    |
| 1948 | Milano                    |                   | Spartaco Bandinelli | Giovanni Battista Zuddas  | Ernesto Formenti    | Gianluppi V.        |                       | Alessandro D'Ottavio |                     | Ivano Fontana       | Giacomo Di Segni      | Uber Bacilieri       |                    |
| 1949 | Firenze                   |                   | Lepore A.           | Giovanni Battista Zuddas  | Ernesto Formenti    | Gianluppi V.        |                       | Bollana R.           |                     | Aiello R.           | Giacomo Di Segni      | Bastiani G.          |                    |
| 1950 | Parma                     |                   | Ferilli S.          | Cardinali D.              | Bruno Visintin      | Padovani M.         |                       | Bollana R.           |                     | Festucci F.         | Montebelli E.         | Zambon A.            |                    |
| 1951 | Bologna                   |                   | Ferilli S.          | Vincenzo Dall'Osso        | Giannini F.         | Aureliano Bolognesi | Padovani M.           | Vescovi F.           | Bernardinello B.    | Raddi L.            | Alfonsetti G.         | Giacomo Di Segni     |                    |
| 1952 | Trieste                   |                   | Aristide Pozzali    | Vincenzo Dall'Osso        | Borraccia A.        | Aureliano Bolognesi | Bruno Visintin        | Bandoria M.          | Dal Piaz A.         | Glave R.            | Alfonsetti G.         | Francesco Cavicchi   |                    |
| 1953 | Bologna                   |                   | Spano G.            | Aristide Pozzali          | Freschi P.          | Di Jasio G.         | Mario Vecchiatto      | Ruggeri E.           | Guido Mazzinghi     | Panunzi O.          | Rocci L.              | Friso F.             |                    |
| 1954 | Grosseto                  |                   | Salvatore Burruni   | Aristide Pozzali          | Freschi P.          | Di Jasio G.         | Stampi N.             | Pinto F.             | Strina A.           | Finiletti L.        | Rocco Mazzola         | Giacomo Bozzano      |                    |
| 1955 | Napoli                    |                   | Petrangeli S.       | Priami A.                 | Cossia A.           | Semeraro C.         | Merlo F.              | Putti G.             | Chiariacò T.        | Paulon G.           | Panunzi O.            | Friso F.             |                    |
| 1956 | Parma                     |                   | Salvatore Burruni   | Mario Sitri               | Cossia A.           | Maciariello F.      | D'Orto M.             | Nino Benvenuti       | Bandoria M.         | Fortili B.          | Ostuni N.             | Zanaboni M.          |                    |
| 1957 | Bologna                   |                   | Curcetti P.         | Piovesan G.               | Mario Sitri         | Sabbati E.          | Mancini V.            | Parmeggiani A.       | Nino Benvenuti      | Rumori N.           | Vogrig A.             | Amati A.             |                    |
| 1958 | Terni                     |                   | Banda S.            | Linzalone G.              | Francesco Musso     | Sabbati E.          | Cipriano C.           | Carmelo Bossi        | Nino Benvenuti      | Rumori N.           | Giulio Saraudi        | Masteghin G.         |                    |
| 1959 | Milano                    |                   | Curcetti P.         | Primo Zamparini           | Sandro Lopopolo     | Franco Brondi       | Onna D.               | Guerra G.            | Nino Benvenuti      | Truppi T.           | Giulio Saraudi        | Francesco De Piccoli |                    |
| 1960 | Torino                    |                   | Curcetti P.         | Primo Zamparini           | Mastellaro L.       | Francesco Musso     | Piazza L.             | Onna D.              | Nino Benvenuti      | Pautasso G.         | Piero Del Papa        | Francesco De Piccoli |                    |
| 1961 | Bologna                   |                   | Paolo Vacca         | Primo Zamparini           | Mazzacurati L.      | Sabri G.            | Breschi A.            | Nervino G.           | Venturi O.          | Pautasso G.         | Giulio Saraudi        | Dante Canè           |                    |
| 1962 | Modena                    |                   | Tommaso Galli       | Franco Zurlo              | Giovanni Girgenti   | Vargellini P.       | Bruno Arcari          | Silvano Bertini      | Remo Golfarini      | Biancardi G.        | Giulio Saraudi        | Dante Canè           |                    |
| 1963 | Pesaro                    |                   | Fernando Atzori     | Franco Zurlo              | Fiori C.            | Bruno Melissano     | Bruno Arcari          | Maragliulo A.        | Remo Golfarini      | Peri G.             | Giulio Saraudi        | Dante Canè           |                    |
| 1964 | Roma                      |                   | Fernando Atzori     | Franco Zurlo              | Giovanni Girgenti   | Bruno Melissano     | Ermanno Fasoli        | Silvano Bertini      | Mario Casati        | Murru D.            | Giulio Saraudi        | Bepi Ros             |                    |
| 1965 | Cagliari                  |                   | Spina M.            | Giuseppe Mura             | Loi S.              | Meggiolare B.       | Del Degan M.          | Pascali A.           | Luigi Patruno       | Murru D.            | Cosimo Pinto          | Giorgio Bambini      |                    |
| 1966 | Genova                    |                   | Mencarelli S.       | Fabrizio S.               | Elio Cotena         | Enzo Petriglia      | Zampieri G.           | Riga V.              | Mancinelli G.       | Mario Casati        | Grespan R.            | Giorgio Bambini      |                    |
| 1967 | Napoli                    |                   | Bernardo Onori      | Moscatelli F.             | Elio Cotena         | Enzo Petriglia      | Freschi B.            | Marco Scano          | Filippella L.       | Mario Casati        | Cosimo Pinto          | Giorgio Bambini      |                    |
| 1968 | Cecina (LI)               | Curcetti G.       | Filippo Grasso      | Fabrizio S.               | Pasotti F.          | Sanna M.            | Freschi B.            | Damiano Lassandro    | Aldo Bentini        | Varone V.           | Grespan R.            | Giorgio Bambini      |                    |
| 1969 | Castelfranco (TV)         | Curcetti G.       | Filippo Grasso      | Milazzo G.                | Morbidelli P.       | Quero V.            | Gammella M.           | Riga V.              | Aldo Bentini        | Marzio P.           | Walter Facchinetti    | Zanata A.            |                    |
| 1970 | Sassari                   | Boi T.            | Franco Udella       | Bernardo Onori            | Gianfranco Cianconi | Chiodoni A.         | Giambattista Capretti | Nino Castellini      | Facchetti B.        | Malandra G.         | Guglielmo Spinello    | Laureti A.           |                    |
| 1971 | Udine                     | Boi T.            | Franco Udella       | Verdiani A.               | Emili S.            | Mazzoncini L.       | Ernesto Bergamasco    | Boiocchi P.          | Angelo Jacopucci    | Marzio P.           | Guglielmo Spinello    | Scala D.             |                    |
| 1972 | Roma                      | Boi T.            | Buglione F.         | Piccolo C.                | Morbidelli P.       | Quero V.            | Ernesto Bergamasco    | Zampieri R.          | Nino Castellini     | Pellegrino D.       | Guglielmo Spinello    | Laureti A.           |                    |
| 1973 | S.B. del Tronto           | Medici S.         | Oliva M.            | Roccioletti R.            | Nicchi S.           | Provenzano A.       | Russi G.              | Tuccia S.            | Episcopo G.         | Pellegrino D.       | Bucari S.             | Alfio Righetti       |                    |
| 1974 | Rimini                    | Tedesco V.        | Di Leo E.           | Bernardo Onori            | Ciaramella B.       | Provenzano A.       | Guido Di Rocco        | Oppo S.              | Matteo Salvemini    | Russo S.            | Tramacere V.          | De Luca G.           |                    |
| 1975 | Cagliari                  | Cumali E.         | Mulas A.            | Mugnai R.                 | Gerardi F.          | Siddu F.            | Ventrone P.           | Luigi Minchillo      | Giana G.            | Bucari S.           | Paciucci M.           | Malgarini R.         |                    |
| 1976 | Torino                    | Medda G.          | Castrovilli P.      | Chiloiro E.               | Patrizio Oliva      | Ciaramella B.       | Gianfranco Rosi       | Moi L.               | Giuffrè D.          | Episcopo G.         | Filippetto G.         | Malgarini R.         |                    |
| 1977 | Napoli                    | Medda G.          | Franco Cherchi      | La Vite G.                | Placanico F.        | Patrizio Oliva      | Antino A.             | Gianfranco Rosi      | Benedetto Gravina   | Ardito G.           | Nardini V.            | Mosella R.           |                    |
| 1978 | Castelfranco (TV)         | Medda G.          | Franco Cherchi      | Lupino M.                 | La Vite G.          | Patrizio Oliva      | Zedde G.              | Gaetano Caso         | Benedetto Gravina   | Ardito G.           | Paciucci M.           | Francesco Damiani    |                    |
| 1979 | Fano (PU)                 | Pinna G.          | Franco Cherchi      | Maurizio Stecca           | Loris Stecca        | Carlo Russolillo    | Pirastu G.            | Gaetano Caso         | Benedetto Gravina   | La Mattina A.       | Cevoli W.             | Francesco Damiani    |                    |
| 1980 | Terracina (LT)            | Morri U.          | Lauretta D.         | Maurizio Stecca           | Ferracuti G.        | Carlo Russolillo    | Luciano Bruno         | Zedde G.             | Raucci D.           | Buttiglione E.      | Di Lauro L.           | Francesco Damiani    |                    |
| 1981 | Grosseto                  |                   | Lauretta D.         | Maurizio Stecca           | Limatola V.         | Maltempo A.         | Luciano Bruno         | Ronzoni M.           | Pieri M.            | De Marco G.         | Mason A.              | Biagio Chianese      |                    |
| 1982 | Milano                    | Salvatore Todisco | Zoia B.             | Contu G.                  | Ferracuti G.        | Di Lernia M.        | Ronzoni M.            | Luciano Bruno        | Raucci D.           | Mauchigna W.        | Vagelli G.            | Mason A.             | Biagio Chianese    |
| 1983 | Parma                     | Salvatore Todisco | Lauretta D.         | Minardi V.                | Limatola V.         | Carà N.             | Ronzoni M.            | Mirmina C.           | Padovano C.         | Urso G.             | Zaghini E.            | Angelo Musone        | Bortoloni A.       |
| 1984 | Pesaro                    | Luigi Castiglione | Mannai A.           | Manuel Cappai             | Di Napoli G.        | Franceschi R.       | Vincenzo Nardiello    | Mirmina C.           | Moretti G.          | Mauro Galvano       | Manfredini A.         | Zaghini E.           | Biagio Chianese    |
| 1985 | Roseto degli Abruzzi (TE) | Nuccio A.         | Mannai A.           | Manuel Cappai             | Pironti R.          | Giovanni Parisi     | Di Lernia M.          | Scardino A.          | Mastrodonato M.     | Serio C.            | Mauro Galvano         | Gaudiano L.          | Biagio Chianese    |
| 1986 | Messina                   | Melis A.          | Luigi Castiglione   | Quitadamo L.              | Giovanni Parisi     | Giorgio Campanella  | Di Lernia M.          | Daga A.              | Vincenzo Nardiello  | Camerani A.         | Magi A.               | Gaudiano L.          | Biagio Chianese    |
| 1987 | Bologna                   | Melis A.          | Salvatore Todisco   | Manuel Cappai             | Bevilacqua V.       | Michele Piccirillo  | Caldarella M.         | Serio S.             | Mastrodonato M.     | Vincenzo Nardiello  | Magi A.               | Cinotti A.           | Biagio Chianese    |
| 1988 | Lucca                     | Melis A.          |                     | D'Angeli B.               | Quitadamo L.        | Bevilacqua V.       | Michele Piccirillo    | Paianini G.          | Marro G.            | Mastria R.          | Castelli R.           | Vallerini S.         |                    |
| 1989 | Salerno                   | Mura P.           | Sciarotta N.        | Consoli S.                | Contorno G.         | Giorgio Campanella  | Michele Piccirillo    | Rubini R.            | Raffaele Bergamasco | Nardiello G.        | Castelli R.           | Inserra S.           |                    |
| 1990 | St. Vincent (AO)          | Sechi E.          | Luigi Castiglione   | Consoli S.                | Quitadamo L.        | Corcinio P.         | Michele Piccirillo    | Offreda A.           | Serio S.            | Tommaso Russo       | Castelli R.           | Vincenzo Cantatore   | Zuliani A.         |
| 1991 | Bari                      | Mastroianni D.    | Ciarlariello G.     | De Gregorio D.            | Quitadamo L.        | Pasquini G.         | Buonanno P.           | Bugada M.            | Fabrizio De Chiara  | Inverardi N.        | Farina P.             | Lodi M.              | Paolo Vidoz        |
| 1992 | San Remo (IM)             | Carmine Molaro    | Ciarlariello G.     | Verzolini R.              | Giovanni Giungato   | Perugino P.         | Vinciguerra M.        | Buonanno P.          | Antonio Perugino    | Raffaele Bergamasco | Castelli R.           | Vincenzo Cantatore   | Spinelli F.        |
| 1993 | Marcianise (CE)           | Cipriani A.       | Mura P.             | Tengattini G.             | Verzolini R.        | Delli Paoli M.      | Pasquini G.           | Buonanno P.          | Antonio Perugino    | Alvarez F.          | Pietro Aurino         | Bugada F.            | Paolo Vidoz        |
| 1994 | Verbania                  | Cipriani A.       | Mura P.             | Tengattini G.             | Ciro Di Corcia      | Delli Paoli M.      | Giantomassi C.        | Brancalion C.        | Antonio Perugino    | Raffaele Bergamasco | Giovannini M.         | Giacobbe Fragomeni   | Fiumana N.         |
| 1995 | Roma                      | Foddi M.          | Carmine Molaro      | Spatafora S.              | Lauri G.            | Mannarino G.        | Corciulo P.           | Buonanno P.          | Antonio Perugino    | Raffaele Bergamasco | Pietro Aurino         | Gioacchino Mocerino  | Paolo Vidoz        |
| 1996 | Roma                      | Sarritzu A.       | Carmine Molaro      | Spatafora S.              | Lauri G.            | Ventrone P.         | Ciro Di Corcia        | Diurno A.            | Cristian Sanavia    | Munno S.            | Rubeca M.             | Pietro Aurino        | Paolo Vidoz        |
| 1997 | Milano                    | Foddi M.          | Carmine Molaro      | Salvini F.                | Alberto Servidei    | Battaglia C.        | Ciro Di Corcia        | Rotolo S.            | Perugino C.         | D'Alessandro C.     | Farina P.             | Gioacchino Mocerino  | Paolo Vidoz        |
| 1998 | Foggia                    |                   | Carmine Molaro      | Salvini F.                | Spatafora S.        | Battaglia C.        | Letizia A.            | Ciro Di Corcia       | Leonard Bundu       | Brillantino A.      | Raffaele Bergamasco   | Gioacchino Mocerino  |                    |
| 1999 | Bologna                   | Alfonso Pinto     | Carmine Molaro      | Mario Pisanti             | Michele Di Rocco    | Zamora B.           | Montesano M.          | Simiele M.           | Domenico Spada      | Barone O.           | Brillantino A.        | Gioacchino Mocerino  | Paolo Vidoz        |
| 2000 | Pisa                      | Gini B.           | Cavazza C.          | Mario Pisanti             | Schininà E.         | Michele Di Rocco    | Abdulwahed Ali Kaja   | Di Palo N.           | Tassi L.            | Munno S.            | Merlini M.            | Roberto Cammarelle   | Angiolella M.      |
| 2001 | Roma                      | Alfonso Pinto     | Cossu A.            | Mario Pisanti             | Devis Boschiero     | Michele Di Rocco    | Letizia A.            | Sven Paris           | Ciro Di Corcia      | Di Luisa A.         | Clemente Russo        | Roberto Cammarelle   | Angiolella M.      |
| 2002 | Maddaloni (CE)            | Alfonso Pinto     | Cavazza C.          | Mario Pisanti             | Devis Boschiero     | Michele Di Rocco    | Brunet Zamora         | Tobia Loriga         | Leonard Bundu       | Pisapia R.          | Brillantino A.        | Clemente Russo       | Roberto Cammarelle |
| 2003 | Rovigo                    | Alfonso Pinto     | Vincenzo Picardi    | Mario Pisanti             | Devis Boschiero     | Domenico Valentino  |                       | Michele Di Rocco     | Lo Greco P.         | Di Luisa A.         | Clemente Russo        | Brillantino A.       | Roberto Cammarelle |
| 2004 | Maddaloni (CE)            | Alfonso Pinto     | Vincenzo Picardi    | Pizzo F.                  | Bennardino P.       | Domenico Valentino  |                       | Brunet Zamora        | Cirillo M.          | Ndiaye M.A.         | Marchetti C.          | Clemente Russo       | Roberto Cammarelle |
| 2005 | Marsala (TP)              | Alfonso Pinto     | Alex Ferramosca     | Vittorio Jahyn Parrinello | Alessio Di Savino   | Domenico Valentino  |                       | Di Leo O.            | Grieco S.           | Del Monte I.        | Brillantino A.        | Clemente Russo       | Roberto Cammarelle |
| 2006 | Milano                    | Alfonso Pinto     | Vincenzo Picardi    | Limone D.                 | Alessio Di Savino   | Domenico Valentino  |                       | Cirillo C.           | Di Luisa D.         | Ciro Di Corcia      | Sinacore A.           | Clemente Russo       | Roberto Cammarelle |
| 2007 | Castel S. Pietro (BO)     | Alfonso Pinto     | Vincenzo Picardi    | Vittorio Jahyn Parrinello | Alessio Di Savino   | Domenico Valentino  |                       | Dario Vangeli        | Grieco S.           | Del Monte I.        | Marchetti C.          | Clemente Russo       | Roberto Cammarelle |
| 2008 | Milano                    | Salis F.          | Alfonso Pinto       | Vittorio Jahyn Parrinello | Alessio Di Savino   | Carmine Tommasone   |                       | Dario Vangeli        | Marziali A.         | Luca Podda          | Del Monte I.          | M. Larghetti         | Francesco Rossano  |
| 2009 | Tarquinia (VT)            | Bersano L.        | Alex Ferramosca     | Vittorio Jahyn Parrinello | Alessio Di Savino   | Finiello V.         |                       | Cenciarelli D.       | Di Luisa D.         | Luca Podda          | Simone Fiori          | Iannucci P.          | Francesco Rossano  |
| 2010 | Napoli                    | Andrea Guagnano   | Alex Ferramosca     | Ciro Cipriano             |                     | Fabio Introvaia     |                       | Dario Vangeli        | Danilo Creati       | Luca Esposito       | Luca Capuano          | Francesco Soggia     | Francesco Rossano  |
| 2011 | Reggio Calabria           | Manuel Cappai     | Luigi Allegrini     | Alessio Di Savino         |                     | Donato Cosenza      |                       | Dario Vangeli        | Danilo Creati       | Alfonso Di Russo    | Luca Capuano          | Francesco Soggia     | Eugenio Indaco     |
| 2012 | Roma                      | Manuel Cappai     | Riccardo D'Andrea   | Ciro Cipriano             |                     | Fabio Introvaia     |                       | Dario Vangeli        | Dario Morello       | Raffaele Munno      | Adriano Sperandio     | Fabio Turchi         | Roberto Cammarelle |
| 2013 | Galliate (NO)             | Manuel Cappai     | Riccardo D'Andrea   | Alessio Di Savino         |                     | Donato Cosenza      |                       | Davide Festosi       | Alessandro Marziali | Raffaele Munno      | Valentino Manfredonia | Fabio Turchi         | Guido Vianello     |
| 2014 | Gallipoli (LE)            | Gianluca Conselmo | Claudio Grande      | Stefano Gasparri          |                     | Fateh Benkorichi    |                       | Dario Vangeli        | Alfonso Di Russo    | Giuseppe Perugino   | Luca Capuano          | Mattia Faraoni       | Alessio Spahiu     |
| 2015 | Roseto Degli Abruzzi (TE) | Federico Serra    | Gianmario Serra     | Alex Ferramosca           |                     | Paolo Di Lernia     |                       | Dario Vangeli        | Alfonso Di Russo    | Giuseppe Perugino   | Nicola Di Rocco       | Simone Fiori         | Mirko Carbotti     |
| 2016 | Bergamo                   | Federico Serra    | Gianmario Serra     | Raffaele Di Serio         |                     | Francesco Maietta   |                       | Paolo Di Lernia      | Mirko Natalizi      | Giovanni Sarchioto  | Valentino Manfredonia | Simone Fiori         | Mirko Carbotti     |
| 2017 | Gorizia                   | Nicola Cordella   | Gianmario Serra     | Gabriele Cossu            |                     | Giuseppe Canonico   |                       | Matteo Antonioli     | Francesco Magrì     | Francesco Faraoni   | Riccardo Valentino    | Simone Fiori         | Mirko Carbotti     |